# UFC on Fox: Jacaré vs. Brunson 2
UFC on Fox: Jacaré vs. Brunson 2 (também conhecido como UFC on Fox 27) foi um evento de artes marciais mistas (MMA) produzido pelo Ultimate Fighting Championship, realizado no dia 27 de janeiro de 2018, na Spectrum Center, em Charlotte, Carolina do Norte, Estados Unidos.

## Background
O evento marcará a quarta visita da promoção à Charlotte, desde o UFC Fight Night: Florian vs. Gomi, em março de 2010.
Uma revanche no peso-médio entre o ex-Campeão Peso-Médio do Strikeforce, Ronaldo Souza, e Derek Brunson, será a principal do evento. O embate aconteceu anteriormente em agosto de 2012, no Strikeforce, com Souza ganhando a luta por nocaute no primeiro round.
Ilir Latifi enfrentaria neste evento o ex-desafiante ao Cinturão Meio Pesado Interino do UFC, Ovince Saint Preux. No entanto, em 16 de janeiro, Latifi retirou-se por lesão, e a luta foi cancelada. O combate foi então reprogramado para o UFC on Fox 28.

## Bônus da Noite
Os lutadores receberam $50.000 de bônus
- Luta da Noite:  Drew Dober vs.  Frank Camacho
- Performance da Noite:  Ronaldo Souza e  Mirsad Bektić